# Barro Arriba
Barro Arriba es un distrito del municipio de Azua, que está situado en la provincia de Azua de la República Dominicana.

## Localización
Está ubicado en torno al centro sur de la Provincia de Azua. Ocupa, junto al distrito municipal Las Lomas, el norte del municipio de Azua. Limita al norte con el municipio Peralta y su sección El Majagual; al sur con el distrito municipal Las Lomas; al este con el distrito municipal Las Lomas; y al oeste con la sección El Carrizal del municipio de Peralta y con el distrito municipal Los Jovillos.

## Demografía
Para 2010 contaba con 5 262 habitantes, de los que 2 320 vivían en la zona urbana. Es el tercer distrito municipal con mayor población en el municipio de Azua, después de Las Barías y Los Jovillos.

## Etimología
Según los pobladores, el nombre de Barro Arriba viene dado por el tipo de terreno pastado, similar al barro.

## Secciones municipales
Está formado por las secciones municipales de:
| Nombre                     | Código     |
| -------------------------- | ---------- |
| Barro Arriba (Zona urbana) | 0502010201 |
| Villa Corazón de Jesús     | 0502010202 |
| Barro en Medio             | 0502010203 |
| El Puerto                  | 0502010204 |